# Liste der Bischöfe von Belluno-Feltre
Die folgenden Personen waren Bischöfe in Belluno und/oder Feltre.
Bischof von Belluno
- Felix 6. Jahrhundert
- Johannes I ? 564 ?
- Lorenz 589–591
- Adalbert I 827
- Aimone 877–923
- Johannes II 963–998
- Ludwig 1015–1021
- Ernfried?
- Alboin 1027
- Adalbert II?
- Ezemanno 1031
- Mario 1048–1049
- Wolfram 1057–1075
- Reginald 1080–1081
- Rainald 1116
- Ottone I 1118–1130
  - Alteprando 1139 (Gegenbischof)
- Bonifacio 1139–1156
- Ottone II 1156–1183
- Gerardo de Taccoli 1184–1197
  - Vereinigung mit Feltre „in persona episcopi“ (1197–1462)
- Lodovico Donà 1462–1465 (auch Bischof von Bergamo)
- Mosè Buffarello 1465–1471
- Pietro Barozzi 1471–1487 (auch Bischof von Padua)
- Bernardo de’ Rossi 1487–1499 (auch Bischof von Treviso)
- Bartolomeo Trevisan 1499–1509
- Galeso Nichesola 1509–1527
- Giovanni Battista Casali 1527–1536
  - Antonio Barozzi 1527–1537 (Gegenbischof)
- Gasparo Contarini 1536–1542
- Giulio Contarini 1542–1575
- Giovanni Battista Valier 1575–1596
- Luigi Lollino 1596–1625
- Panfilo Persico 1625–1625
- Giovanni Dolfin 1626–1634
- Giovanni Tommaso Malloni, C.R.S. 1634–1649
  - Sede Vacante (1649–1653)
- Giulio Berlendis 1653–1693
- Giovanni Francesco Bembo, C.R.S. † 1694–1720
- Valerio Rota 1720–1730
- Gaetano Zuanelli 1730–1736
- Domenico Nicola Condulmer 1736–1747
- Giacomo Costa, C.R. 1747–1755
- Giovanni Battista Sandi 1756–1785
- Sebastiano Alcaini, C.R.S. 1785–1803
  - Sede Vacante (1803–1819)

Bischof von Feltre
- Fonteio 579–591
- Endrighetto della Corte 781
- Aurato 827
- Teuperto 967
- Benedetto
- Regizone 1015–1031
- Macilino 1046
- Odorico de Fallero 1047
- Thiemone 1070
- Arpone 1095–1117
- Guberto 1135–1140
- Enrico 1152
- Adamo 1160–1070
- Drudo da Camino 1177–1200
- Anselmo di Braganza 1200–1204
- Torresino da Corte 1204–1209
- Filippo da Padova 1209–1225
- Ottone da Torino 1225–1234
- Eleazaro da Castello 1235–1241
- Alessandro de Foro 1241–1246
  - Tisone da Camino 1247–1257
- Adalgerio da Villalta 1257–1290
- Giacomo Casale, O.F.M. 1291–1298
- Alessandro Novello, O.F.M. 1298–1320
- Manfredo da Collalto 1320–1321
- Gregorio de Tauri, O.P. 1323–1327
- Gorgia de Lusa 1327–1349
  - Belvederio de’ Rambaldoni 1349 (Apostolischer Administrator)
- Enrico di Waldech, O.T. 1349–1353
- Giacomo Goblin 1354–1369
- Antonio de Nasseri 1370–1393
- Alberto di San Giorgio, O.F.M. 1394–1398
- Giovanni Capogallo, O.S.B. 1398–1402 (auch Bischof von Novara)
- Enrico Scarampi 1403–1440
- Tommaso Tomasini, O.P. 1440–1446
- Giacomo Zeno 1447–1460 (auch Bischof von Padua)
- Francesco de Lignamine 1460–1462
- Teodoro de Lellis 1462–1464 (auch Bischof von Treviso)
- Angelo Fasolo 1464–1490
- Giovanni Robobello 1491–1494 (auch Erzbischof von Zara)
- Andrea Trevisano 1494–1504
- Antonio Pizzamano 1504–1512

- Lorenzo Campeggi 1512–1520
- Tommaso Campeggi 1520–1559
- Filippo Maria Campeggi 1559–1584
- Giacomo Rovellio 1584–1610

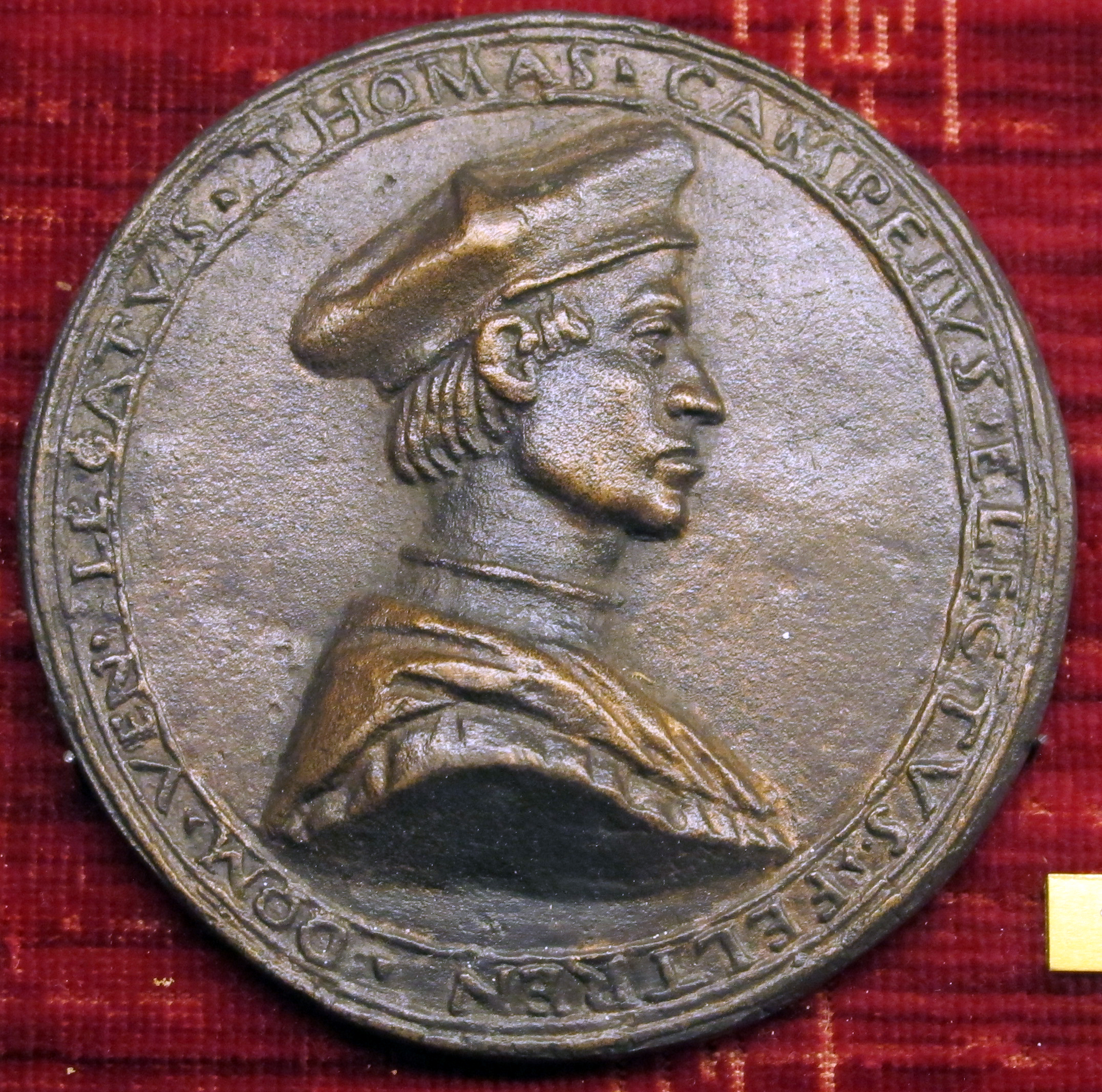
Tommaso Campeggi

- Agostino Gradenigo 1610–1628 (auch Patriarch von Aquileja)
- Giovanni Paolo Savio 1628–1639 (auch Bischof von Adria-Rovigo)
- Zerbino Lugo 1640–1647
- Simeone Difnico 1649–1661
- Marco Marchiani 1662–1663
- Bartolomeo Gera 1664–1681
- Antonio Polcenigo 1684–1724
- Pietro Maria Trevisan Suarez 1724–1747 (auch Bischof von Adria-Rovigo)
- Giovanni Battista Bortoli 1747–1757
- Andrea Antonio Silverio Minucci 1757–1777 (auch Bischof von Rimini)
- Girolamo Enrico Beltramini-Miazzi 1777–1779
- Andrea Benedetto Ganassoni 1779–1786
- Bernardo Maria Carenzoni, O.S.B.Oliv. 1786–1811
  - Sede Vacante (1811–1819)

Bischöfe von Belluno-Feltre
- Luigi Zuppani 1819–1841
- Antonio Gava 1843–1852
- Vincenzo Scarpa 1854–1854
- Giovanni Renier 1855–1871
- Salvatore Giovanni Battista Bolognesi, CO 1871–1899
- Francesco Cherubin 1899–1910
- Giuseppe Foschiani 1910–1913
- Giosuè Cattarossi 1913–1944
- Girolamo Bartolomeo Bortignon, O.F.M.Cap. 1944–1949 (auch Bischof von Padua)
- Gioacchino Muccin 1949–1975
- Maffeo Giovanni Ducoli 1975–1996
- Pietro Brollo 1996–2000 (auch Erzbischof von Udine)
- Vincenzo Savio, S.D.B. 2000–2004
- Giuseppe Andrich 2004–2016
- Renato Marangoni seit 2016